# Max Staubesand
Max Staubesand (* 16. Mai 1892 in Berlin; † 28. Mai 1984 ebenda) war ein deutscher Sonderschulpädagoge, der neben Reinhold Dahlmann und Kurt Prautzsch maßgebend das Sonderschulwesen in der Sowjetischen Besatzungszone und späteren DDR beeinflusste. Ferner gebührt ihm das Verdienst, Mitinitiator der ersten akademischen Ausbildungsstätte für Sonderschullehrer in Deutschland an der Berliner Universität gewesen zu sein, die im Wintersemester 1947/48 ihren Betrieb aufnahm.

## Leben
Staubesand absolvierte eine Ausbildung zum Lehrer am königlichen Lehrerseminar in Berlin-Spandau. Anschließend arbeitete der junge Lehrer in einer sogenannten Nebenklasse, die Gemeindeschulen angegliedert waren, in Berlin-Lichtenberg. Zudem bildete er sich bei Arno Fuchs zum Hilfsschullehrer weiter. Beide Pädagogen setzten sich für die Abschaffung von Nebenklassen und ihre Umwandlung in Hilfsschulen ein. Auf Wunsch von Arno Fuchs übernahm Staubesand 1926 die 5. Hilfsschule in Berlin, die er bis 1933 leitete. Er setzte sich dafür ein, dass auch geistig behinderte Kinder/Jugendliche nach Beendigung ihrer Schulzeit weiterhin eine bestmögliche Bildung und berufliche Perspektive erhielten. Als Mitglied der KPD (seit 1919), des Verbandes sozialistischer Lehrer und Erzieher und der Freien Lehrergewerkschaft musste er nach der Machtergreifung Hitlers alle seine Ämter aufgeben und wurde unter Polizeiaufsicht gestellt. Als Kohlenträger hält er seine Familie notdürftig über Wasser. Im Alter von 56 Jahren musste Staubesand noch in den Krieg ziehen.
Nach der Zeit des Nationalsozialismus wurde er zum Hauptschulrat im Berliner Stadtbezirk Lichtenberg berufen. Zwei Jahre später übernahm Laubesand die Verantwortung für das gesamte Sonderschulwesen in Berlin. Dabei richtete er zunächst sein Augenmerk auf den Wiederaufbau des Berliner Sonderschulwesens und die Gewährung des Unterrichts. Dazu gehörte insbesondere die Gewinnung und Ausbildung von Sonderschullehrer... Staubesand organisierte im Auftrage des Hauptschulamtes Aus- und Weiterbildungskurse für Sonderschullehrer, ohne die erstrebenswerte universitäre Ausbildung aus dem Auge zu verlieren.
Staubesand war u. a. Vorstandsmitglied im Hilfsschullehrerverband Berlin-Brandenburg, außerdem seit 1950 Lehrbeauftragter am Institut für Sonderschulwesen an der Humboldt-Universität. Er starb am 28. Mai 1984 in Berlin. Beisgesetzt wurde er auf dem Zentralfriedhof Friedrichsfelde, auch als Sozialistenfriedhof und Gedenkstätte für Sozialisten bekannt.

## Auszeichnungen
Staubesand erhielt mehrere Auszeichnungen, beispielsweise war er Träger des Vaterländischen Verdienstordens in Silber. Ferner überreichte ihm die Parteispitze der SED in Anerkennung seiner mehr als 60-jährigen aktiven und treuen Parteiarbeit eine Ehrenurkunde. Anlässlich seines 90. Geburtstages schrieb das ZK der SED: Du kannst voller Stolz auf ein sinnerfülltes Leben zurückblicken. Es wurde durch den leidenschaftlichen und unerschrockenen Klassenkampf in der Weimarer Republik und gegen die Barbarei des Faschismus geprägt. Nach seinem Tod trugen mehrere Sonderschulen in Berlin (Ost) und in der DDR seinen Namen, die nach der Wende die Namensbezeichnung wieder ablegten.